# Canon EOS 200D
Canon EOS 200D — цифровой зеркальный фотоаппарат серии EOS компании Canon, предназначенный для начинающих и любителей. Анонсирован 28 июня 2017 года.

## Описание
Фотоаппарат имеет байонет EF-S совместим с объективами EF-S и EF, оснащён чувствительным к прикосновению экраном и обладает возможностью видеосъёмки в формате Full HD 50 FPS.
Рекомендуемая розничная цена в США — 549 долларов за версию без объектива и 699 долларов — за комплект с новым объективом EF-S 18-55mm f/4-5.6 IS STM.
Фотоаппарат доступен в трёх цветовых решениях: чёрный, серебристый и белый.
Отличительной особенностью этой модели является запатентованная технология от Canon  Dual Pixel CMOS AF. Работоспособность данной технологии возможна только в режиме Live View (Электронный сквозной визир). В предыдущей модели Canon EOS 100D этой технологии нет.

## Особенности
Canon EOS 200D является обновлённой версией EOS 100D. Ключевые отличия от предыдущей версии:
| Характеристика  | EOS 200D                        | EOS 100D                        |
| --------------- | ------------------------------- | ------------------------------- |
| Разрешение      | 6000 × 4000 (24,2 млн пикселей) | 5184 × 3456 (17,9 млн пикселей) |
| Процессор       | DIGIC 7                         | DIGIC 5                         |
| Серийная съёмка | 5 кадров в секунду              | 4 кадра в секунду               |
| Диапазон ISO    | 100 — 25600                     | 100 — 12800                     |
| Питание         | Li-ion Canon LP-E17 (7,2 Вт·ч)  | Li-ion Canon LP-E12 (6,3 Вт·ч)  |